# Jessi Colter
Jessi Colter, artiestennaam van Miriam Johnson (Phoenix, 25 mei 1943), is een Amerikaans singer-songwriter van countrymuziek, aanvankelijk in een twangy stijl en later in de outlaw. Ze was gehuwd met gitarist Duane Eddy en later met Waylon Jennings; met hem werd ze moeder van countryzanger Shooter Jennings. Ze is een van de vroege vertegenwoordigers van de outlaw en de enige vrouwelijke artiest van betekenis in dit genre. Zij vernoemde zich naar haar voorvader, de treinrover Jess Colter.

## Biografie

### Jeugd en samenwerking met Duane Eddy
Johnsen groeide op in een pinksterchristelijk gezin. Door haar zus Sharon, de vrouw van "Cowboy" Jack Clement, kwam ze in contact met de gitarist Duane Eddy. Hij was een vernieuwer in de de countrymuziek met een twangy geluid. Ze was nog een tiener toen als zangeres met hem op tournee ging.
Op 3 februari 1962 trouwde ze met Eddy; met hem kreeg ze één kind. Tot 1966 gingen ze uitgebreid op tournee en deden ze vooral Europa aan. Vervolgens vestigden ze zich in Los Angeles en schreef ze liedjes voor allerlei artiesten, onder wie Don Gibson, Nancy Sinatra en Dottie West. Ze gebruikte hierbij nog haar burgernaam Miriam Eddy. In 1968 scheidde het stel van elkaar.

### Solo en samenwerking met Waylon Jennings
Na hun scheiding keerde ze terug naar haar geboortestad Phoenix. Daar ontmoette ze Waylon Jennings die vol lof was over haar stemgeluid. Hij nam met haar een duet op en hielp haar ook om een platencontract te krijgen bij zijn label RCA. Hij co-produceerde ook haar debuutalbum, A country star is born (1970) en tegen de tijd dat het album uitkwam, waren ze inmiddels getrouwd. Het huwelijk duurde van 26 oktober 1969 tot aan de dood van Jennings in 2002.
Haar artiestennaam 'Jessi Colter' is afgeleid van haar voorvader Jess Colter. Hij werd berucht als vervalser en treinrover, en trok op met lieden als Frank en Jesse James.
Als duo brachten ze ook muziek uit, waaronder de hits Suspicious minds (1970), een cover van Elvis Presley, en Under your spell again (1971). Haar doorbraak kwam in 1975 toen ze met haar zelf geschreven lied I'm not Lisa op nummer 1 van de countrylijst terechtkwam en op nummer 4 van de Billboard Hot 100. In die tijd bracht ze ook enkele albums uit die hoog in de hitlijsten terechtkwamen.

### Wanted! The outlaws
Zij, haar man, Willie Nelson en Tompall Glaser brachten in 1976 een bepalend album uit met de titel Wanted! The outlaws. Enerzijds was het album bepalend, omdat het de naam van outlaw-country definitief vestigde; voorheen werd deze muziek nog vooral aangeduid als progressieve countrymuziek. Anderzijds werd het album een historisch hoogtepunt, omdat het als eerste countryalbum de certificatie van platina verkreeg en meer dan een miljoen maal werd verkocht.
Tot aan het eind van de jaren zeventig trad ze veel op met haar man en met Willie Nelson. Daarnaast bracht ze ook nog enkele soloalbums uit. Rond 1978 waren de outlaws over hun hoogtepunt heen en was de samenwerking zo goed als uitgewerkt. In 1979 werd hun zoon geboren, Shooter Jennings, die eveneens bekend is geworden in de countrymuziek.

### Nacarrière
In 1981 gingen Colter en Jennings weer een muzikale samenwerking aan en brachten ze een album met duetten uit, getiteld Leather and lace. Het album leverde twee hitsingles op en het jaar erop behaalde ze haar laatste hitnotering met de solosingle Holdin' on. In de jaren tachtig liep haar populariteit steeds verder terug.
Aan het begin van de jaren negentig zette ze een koerswijziging in door zich op kinderen te richten. Ze bracht in dit genre muziek uit en een homevideo met de titel Jessi Colter sings songs from around the world just for kids. Op de video las Jennings enkele zelfgeschreven gedichten voor. Na de eeuwwisseling verschenen nog enkele albums: Out of the ashes (2006), een verzamelalbum en een livealbum.

## Discografie

### Singles
| Jaar | titel                                                            | notering | opmerking                      |
| ---- | ---------------------------------------------------------------- | -------- | ------------------------------ |
| 1961 | The lonesome road                                                | -        |                                |
| 1961 | I think I cried long enough over you                             | -        |                                |
| 1969 | I ain't the one                                                  | -        | met Waylon Jennings            |
| 1970 | Suspicious minds                                                 | 25       | met Waylon Jennings            |
| 1970 | Cry softly                                                       | -        |                                |
| 1971 | You mean to say                                                  | -        |                                |
| 1971 | Under your spell again                                           | 39       | met Waylon Jennings            |
| 1972 | I don't wanna be a one night stand                               | -        |                                |
| 1975 | I'm not lisa                                                     | 1        | nummer 4 in Billboard Hot 100  |
| 1975 | What's happened to blue eyes                                     | 5        | nummer 57 in Billboard Hot 100 |
| 1975 | It's morning (and I still love you)                              | 11       |                                |
| 1976 | Without you                                                      | 50       |                                |
| 1976 | I thought I heard you calling my name                            | 29       |                                |
| 1976 | Suspicious minds (heruitgave)                                    | 2        | met Waylon Jennings            |
| 1977 | I belong to him                                                  | -        |                                |
| 1978 | Maybe you should've been listening                               | 45       |                                |
| 1979 | Love me back to sleep                                            | 91       |                                |
| 1981 | Bittersweet love                                                 | -        |                                |
| 1981 | Holdin' on                                                       | 70       |                                |
| 1981 | Storms never last                                                | 17       | met Waylon Jennings            |
| 1981 | The wild side of life / It wasn't god who made honky tonk angels | 10       | met Waylon Jennings            |
| 1982 | Ain't makin' no headlines                                        | -        |                                |
| 1982 | Ridin' shotguns                                                  | -        |                                |
| 1984 | I want to be with you                                            | -        |                                |
| 1984 | Rock and roll lullaby                                            | -        |                                |
| 2006 | Through the maze                                                 | -        |                                |

### Albums
Studio-opnames
- 1970: A country star is born
- 1975: I'm Jessi Colter
- 1976: Jessi
- 1976: Diamond in the rough
- 1977: Mirriam
- 1978: That's the way a cowboy rocks and rolls
- 1981: Ridin' shotgun
- 1984: Rock and roll lullaby
- 1996: Jessi Colter sings just for kids: songs from around the world
- 2006: Out of the ashes

Samenwerkingen
- 1976: Wanted! The outlaws, met Waylon Jennings, Willie Nelson en Tompall Glaser
- 1981: Leather and lace, met Jennings
- 1978: White mansions, met Jennings, John Dillon en Steve Cash

Verzamel-/Live-albums
- 1995: The Jessi Colter collection
- 2003: The very best of Jessi Colter: An outlaw...a lady
- 2014: Live from Cain's Ballroom

- Bibliothèque nationale de France: cb13892659m (data)
- Gemeinsame Normdatei: 134349571
- International Standard Name Identifier: 0000 0000 5514 837X
- Library of Congress Control Number: n83065750
- MusicBrainz: 2de9fcb9-543b-4696-84eb-043d70d723ae
- Nationale Bibliotheek van Tsjechië: xx0149089
- Virtual International Authority File: 265725567
- WorldCat: E39PBJB4c6dBfrd4btkGwqHpyd